# Matteo Renzi
Matteo Renzi (født 11. januar 1975 i Firenze) er en italiensk politiker, der var Italiens premierminister fra 2014 til 2016. Da han tiltrådte posten som 39-årig, var han den yngste premierminister i Italiens historie.

## Baggrund
Renzi var mellem 2004 og 2009 præsident i provinsen Firenze, og mellem 2009 og 2014 borgmester i byen Firenze. 

## Fotografier
- Matteo Renzi ved edsaflæggelsen som premierminister, sammen med præsident Giorgio Napolitano, den 22. februar 2014